# Theatre Missile Defense
Das Theatre-Missile-Defense-Projekt (britisches Englisch: Defence) soll ein Abwehrsystem gegen ballistische Atomwaffen (vgl. ICBM) hervorbringen. Außerdem gliedert es sich als letzte Stufe ins NMD-Programm ein.
Ziel dieses Projektes ist es, ballistische Atomwaffen beim Wiedereintritt im Endanflug zu zerstören. Nach aktuellem Entwicklungsstand (Dez. 2007) wird dies mit einer Standard Missile 3 erreicht. Das Hauptproblem bei dieser Lösung ist die hohe Geschwindigkeit des Atomsprengkopfes, die weit über der Schallgeschwindigkeit liegt. Ein Test im Frühjahr 2007 verlief erfolgreich.
Siehe auch:
- Terminal High Altitude Area Defense.